# Fritz Heller (Ingenieur)
Karl Paul Fritz Heller (* 10. Februar 1906 in Dresden; † 30. Juli 2000 in Bonn) war ein deutscher Ingenieur.

## Werdegang
Heller schloss sein Studium als Diplom-Ingenieur ab. Nach dem Zweiten Weltkrieg wurde er Ministerialrat im Bundesverkehrsministerium und war von 1965 bis 1971 Präsident der Bundesanstalt für Straßenwesen. Des Weiteren leitete er die Expertengruppe für Verkehrssicherheit.

## Auszeichnungen
- 1973: Großes Verdienstkreuz der Bundesrepublik Deutschland[6]

## Schriften
- Gedanken zur Ästhetik der Linien- und Gradientenführung, in: Die Straße 5 (1938): 12–15, 13.